# Fruittest

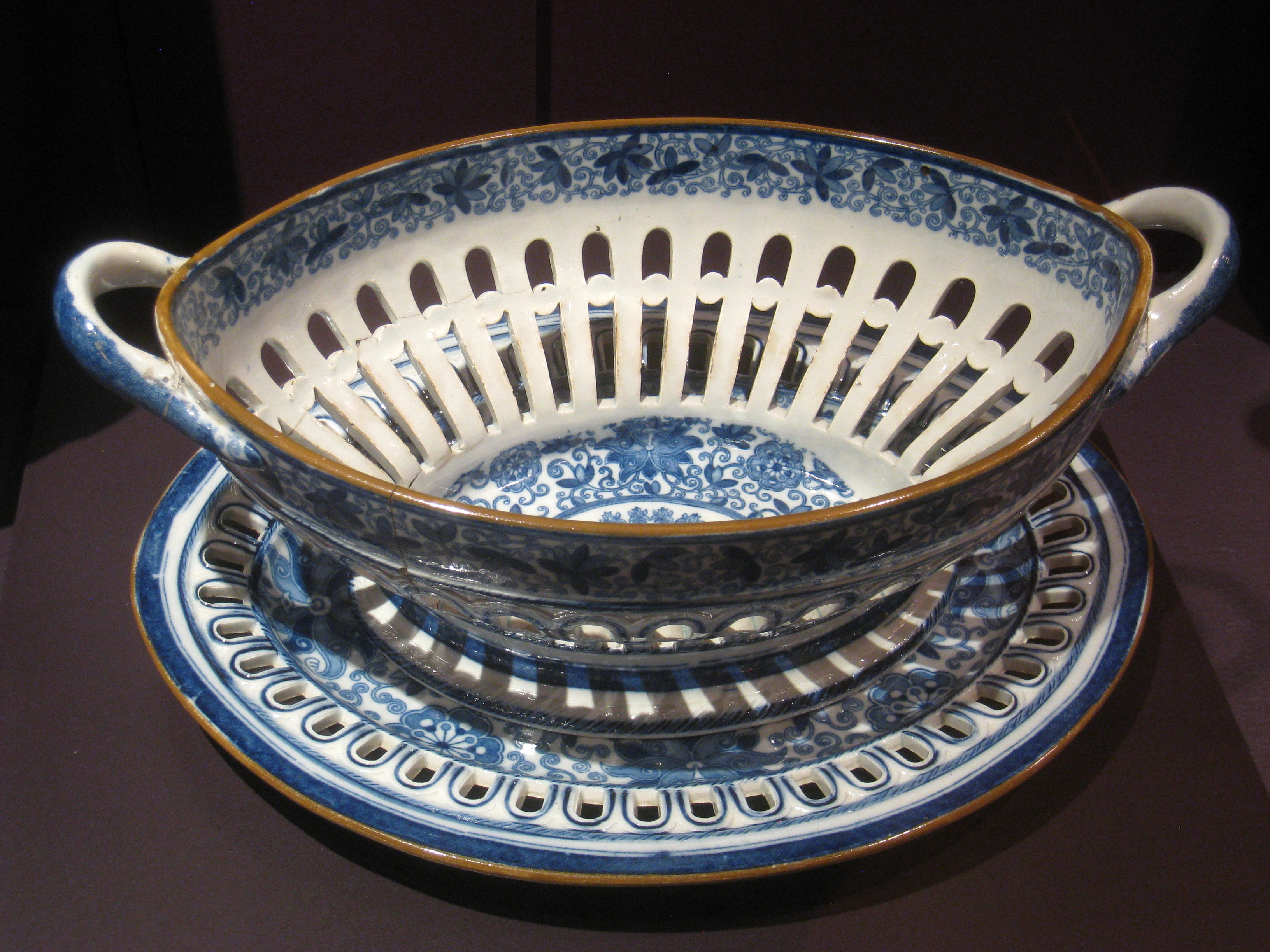
Gedecoreerde fruittest uit ca. 1810 met onderschotel, DAR-museum, Yorkshire, Engeland.

Een fruittest of fruittes is een uitlekbakje of pot voor fruit. Het vocht van al dan niet gewassen fruit kan uitlekken en door de gaatjes in de fruittest blijft het fruit ook langer houdbaar en kan het goed ventileren waardoor het rottingsproces minder snel op gang komt.
Fruittesten werden vooral vroeger gebruikt, zelfs al in de middeleeuwen. Tegenwoordig worden ze nog steeds gemaakt. Ze zijn vaak voorzien van een speciaal uitlekbakje, ook wel een onderschotel genoemd waarmee het vocht opgevangen en daarna weggegooid kan worden. Soms hebben ze een deksel. Ze bestaan in allerlei soorten en maten, oud en nieuw.